# Бухажево
Бухажево (пол. Bucharzewo) — село в Польщі, у гміні Серакув Мендзиходського повіту Великопольського воєводства.
Населення — 91 особа (2011).
У 1975-1998 роках село належало до Познанського воєводства.

## Демографія
Демографічна структура станом на 31 березня 2011 року:
|          | Загалом | Допрацездатний вік | Працездатний вік | Постпрацездатний вік |
| -------- | ------- | ------------------ | ---------------- | -------------------- |
| Чоловіки | 47      | 10                 | 35               | 2                    |
| Жінки    | 44      | 11                 | 30               | 3                    |
| Разом    | 91      | 21                 | 65               | 5                    |